# Nasal labiodental surda
A Nasal labiodental surda é um fonema não encontrado em nenhuma língua foneticamente. É a versão surda da nasal labiodental /ɱ/.

## Características
- Seu modo de articulação é oclusivo, ou seja, produzida pela obstrução do fluxo de ar no trato vocal.
- Como a consoante também é nasal, o fluxo de ar bloqueado é redirecionado pelo nariz.
- Seu ponto de articulação é labiodental, ou seja, está articulado com o lábio inferior e os dentes superiores.
- Sua fonação é surda, o que significa que as cordas vocais não vibram durante a articulação.[1]
- É uma consoante nasal, o que significa que o ar pode escapar pelo nariz, exclusivamente (plosivas nasais) ou adicionalmente pela boca.
- Como o som não é produzido com fluxo de ar sobre a língua, a dicotomia central-lateral não se aplica.
- O mecanismo da corrente de ar é pulmonar, o que significa que é articulado empurrando o ar apenas com os pulmões e o diafragma, como na maioria dos sons.